# SCM – Meine 23 Sklaven
SCM – Meine 23 Sklaven (jap. 奴隷区 僕と23人の奴隷, Dorei-ku: Boku to 23-nin no Dorei, dt. etwa „Sklavenzone: Die 23 Sklaven und ich“) ist eine Manga-Serie von Shinichi Okada und Hiroto Ōishi, die von 2012 bis 2016 in Japan erschien. Sie wurde als eine Reihe von Romanen und als Anime-Fernsehserie adaptiert.

## Inhalt
Die Handlung dreht sich um die SCM (englisch Slave Control Method), ein Gerät das wie eine Zahnspange getragen wird und seine Träger zum Sklaven oder zum Herrn eines anderen Trägers machen kann. Über die jeweilige Stellung entscheidet ein SCM-Duell, in dem die Träger gegeneinander antreten können. 24 Menschen erhalten ein solches Gerät und werden so aus völlig verschiedenen Motiven in dieses Spiel hineingezogen. Das Mädchen Eia Arakawa will ihre Fähigkeiten testen, andere Menschen zu lesen. Der Schüler Yūga Ōta ist neugierig und versucht sich mit Tricks abzusichern, um nicht selbst Sklave zu werden. Andere wie Lucie Suginami benutzen die SCM, um sich an anderen zu rächen.

## Buch-Veröffentlichungen
Der Manga erschien von 2012 bis 2016 im Magazin Action Comics beim Verlag Futabasha, der die Kapitel auch in 10 Sammelbänden herausbrachte. Die Bände verkauften sich jeweils über 16.000-mal. Von 2015 bis September 2017 wurde eine deutsche Fassung von Planet Manga herausgebracht.
Ab 2013 erschienen mehrere Romane und Romanreihen zum Manga. Dies war zunächst Dorei-ku: Boku to 23-nin no Dorei von Shinichi Okada mit vier Bänden. Es folgte 2014 der Roman Doreiku 2nd Shinjuku Kikō Kai und seit 2017 schließlich die Reihe Dai Doreiku: Kimi to 1-Oku 3-Senban no Dorei. Seit 2017 erscheint außerdem der neue, vom gleichen Duo geschaffene Manga SCM - Deine 130 Millionen Sklaven, der seit Juli 2018 unter diesem Titel bei Planet Manga auf Deutsch herauskommt.

## Animeserie
Bei den Studios TNK und Zero-G entstand eine 12-teilige Anime-Fernsehserie auf Grundlage des Mangas. Regie führte Ryōichi Kuraya, der auch das Drehbuch schrieb. Das Charakterdesign stammt von Junji Gotō. Die Serie wurde vom 12. April bis 29. Juni 2018 von den Sendern BS11, Tokyo MX und AT-X in Japan ausgestrahlt. Die Plattform HIDIVE veröffentlichte eine englisch synchronisierte Fassung und über weitere Plattformen wurden spanisch, französisch, italienisch und portugiesisch untertitelte Fassungen veröffentlicht.

### Synchronisation
| Rolle            | Japanische Stimme (Seiyuū) |
| ---------------- | -------------------------- |
| Eia Arakawa      | Hibiku Yamamura            |
| Yūga Ōta         | Ryōta Suzuki               |
| Julia Katsushika | Sayaka Senbongi            |
| Seiya Shinjuku   | Hikaru Midorikawa          |
| Ayaka Toshima    | Suzuna Kinoshita           |

### Musik
Der Vorspann der Serie ist unterlegt mit dem Lied Karakara na Kokoro von Shōgo Sakamoto. Der Abspanntitel ist BJ von Pile.